# Torres (jeu)
Pour les articles homonymes, voir Torres.
Torres est un jeu de société créé par Wolfgang Kramer et Michael Kiesling en 1999 et édité par Ravensburger. Avec ce jeu, les auteurs inaugurent le principe du stock de points d'actions à gérer à chaque tour, qu'ils déclineront dans leur célèbre « trilogie » dite « du masque », comprenant les jeux Tikal (1999), Java (2000) et Mexica (2002).
Pour 2 à 4 joueurs, à partir de 12 ans pour environ 60 minutes.

## Récompense
- Spiel des Jahres  2000
- Games Magazine Awards  2000